# 477
Het jaar 477 is het 77e jaar in de 5e eeuw volgens de christelijke jaartelling.

## Gebeurtenissen

### Brittannië
- Koning Aelle (Bretwalda) landt met een Angelsaksische invasiemacht aan de zuidkust van Engeland. Hij belegert het fort van Pevensey in Sussex en verdrijft de Britten naar The Weald (bebost gebied waar wolven en wilde zwijnen leven). Aelle sticht het koninkrijk Sussex en laat langs de Saksische kust (Litus Saxonicum) versterkte burchten bouwen. (volgens de Angelsaksische Kroniek)

### Europa
- Koning Odoaker breidt zijn Germaanse Rijk verder uit, hij landt met een Italiaans-Germaans expeditieleger op Sicilië en verovert het eiland op de Vandalen. Aix-en-Provence, voorheen een belangrijk politiek centrum, wordt na onderhandelingen met Odoaker afgestaan en door de Visigoten opnieuw bezet.

### Afrika
- 25 januari - Geiserik overlijdt in Carthago op 87-jarige (volgens bronnen, waarschijnlijk op 77-jarige) leeftijd een natuurlijke dood. Hij wordt opgevolgd door zijn zoon Hunerik, die de troon bestijgt als koning van de Vandalen en Alanen. Tijdens zijn bewind handhaaft hij de superioriteit van de Vandaalse vloot in de Middellandse Zee en vervolgt meedogenloos de katholieke christenen in Africa.

### China
- Keizer Xiao Wendi van de Noordelijke Wei-dynastie voert strenge landbouwhervormingen door en roept het Chinees uit tot officiële taal. De Toba-edelen worden aan het keizerlijke hof verplicht Chinese kledij te dragen en hun traditionele, veel-lettergrepige clannamen te verruilen voor Chinese familienamen. Om de Tobo-aristocratie te verhogen, vaardigt Xiao Wendi een decreet uit waarin zij op gelijke voet met de Chinese elite wordt gezet.

## Religie
- Petrus III wordt de nieuwe Grieks-orthodoxe patriarch van Alexandrië. (waarschijnlijke datum)

## Geboren
- Marwenna, Welshe prinses en heilige

## Overleden
- 25 januari - Geiserik (87), koning van de Vandalen en Alanen